# Chiesa del Purgatorio (Matera)
La Chiesa del Purgatorio è un edificio di culto in stile barocco che si trova in Via Ridola nella città di Matera. La sua suggestività è legata alla presenza, in grande quantità, di teschi al di sopra della facciata, che riprendono il tema barocco della caducità del tempo.

## Storia
La costruzione della Chiesa avvenne fra il 1725 ed il 1747 con i finanziamenti dalla Confraternita del Purgatorio, dalla quale prende il nome.
In stile barocco, si trova in via Ridola. Ogni venerdì, nella Chiesa, si tengono cerimonie ortodosse russe.

## Descrizione

### Architettura

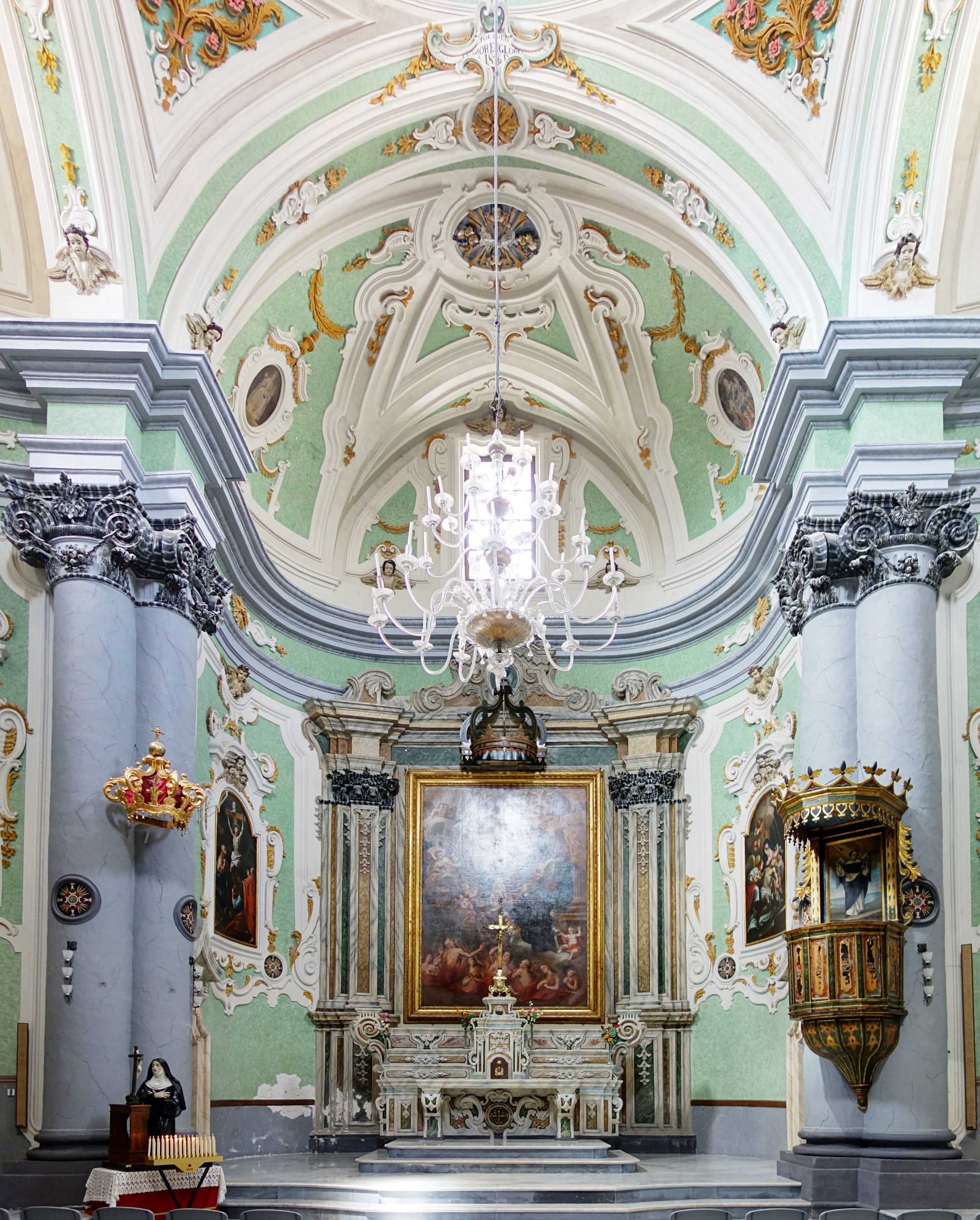
Interno

Il progetto della Chiesa è di Giuseppe Fatone di Andria, mentre quello della facciata è di Vitoantonio Buonvino e Bartolomeo Martemucci.
La facciata si caratterizza per una serie di decorazioni riguardanti il tema della morte e della redenzione, dagli angeli che si trovano nella parte superiore, ai teschi rappresentati nel portale in legno.
L'interno della Chiesa è a croce greca. La parte centrale è sormontata da una cupola ottagonale che si poggia su un tamburo circolare sorretto da colonne ornate con capitelli corinzi. I due altari laterali ospitano dipinti del settecento, mentre sull'altare maggiore si trova una tela con San Gaetano e la Madonna. Al suo interno sono anche presenti le statue dei due santi protettori della città,                      la Madonna della Bruna e Sant'Eustachio.

### Organo a canne
Al di sopra del portale d'ingresso, su cantoria lignea, si trova l'organo a canne, costruito da Leonardo Carelli nel 1755; esso mantiene pressoché inalterate le sue caratteristiche foniche originarie e venne restaurato da Camillo Liguori tra la fine del XVIII secolo e gli inizi di quello successivo, e Nicola Canosa nel 2006.
Lo strumento è a trasmissione integralmente meccanica e dispone di 9 registri; la consolle è a finestra, con un'unica tastiera con prima ottava scavezza e pedaliera a leggio priva di registri propri e costantemente unita al manuale. Il materiale fonico è interamente racchiuso entro una cassa lignea riccamente scolpita, con mostra composta da 45 canne di principale disposte in tre cuspidi entro altrettanti campi, con bocche a mitria sormontate da delle stelle dipinte.

## Galleria d'immagini

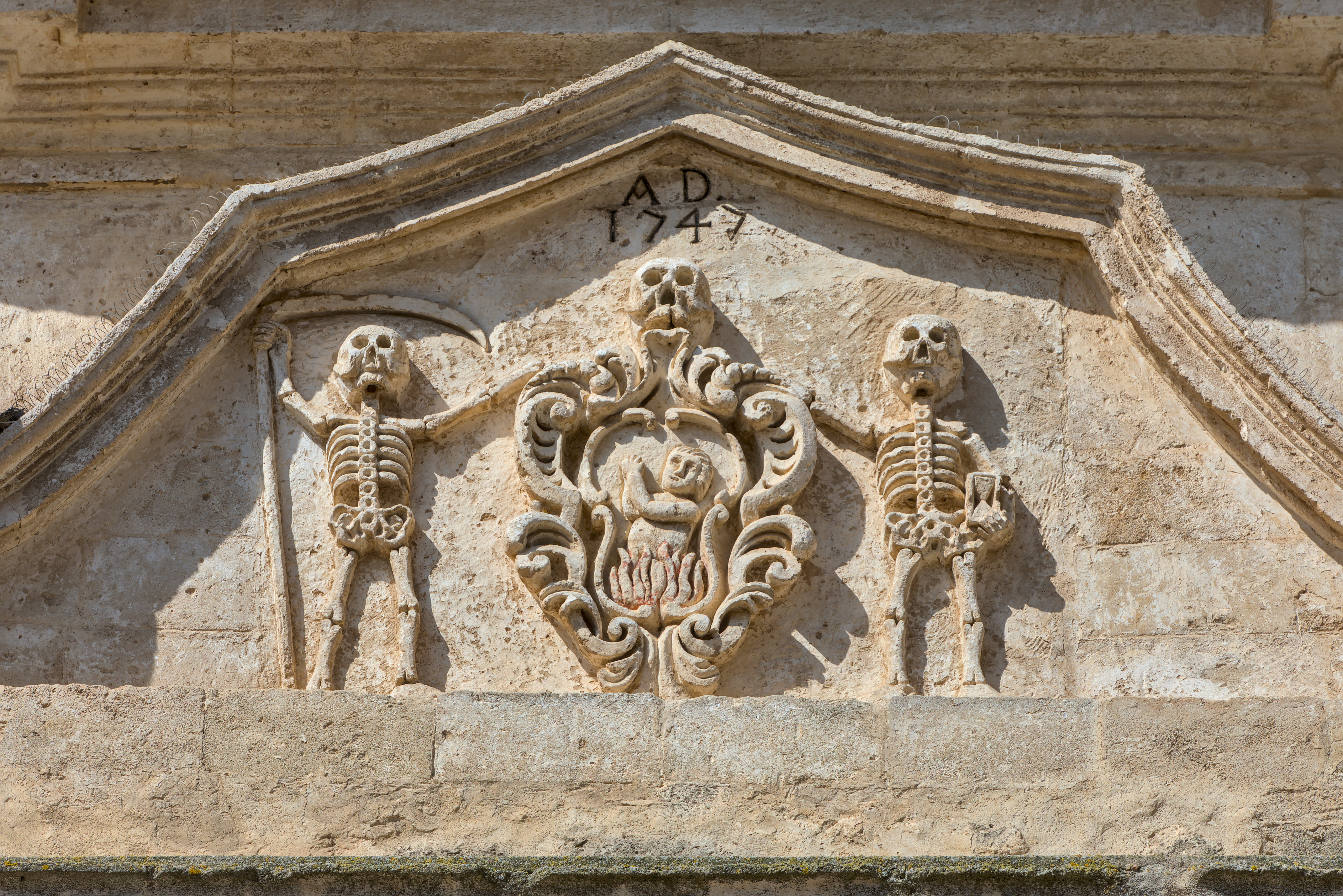
Particolare della facciata
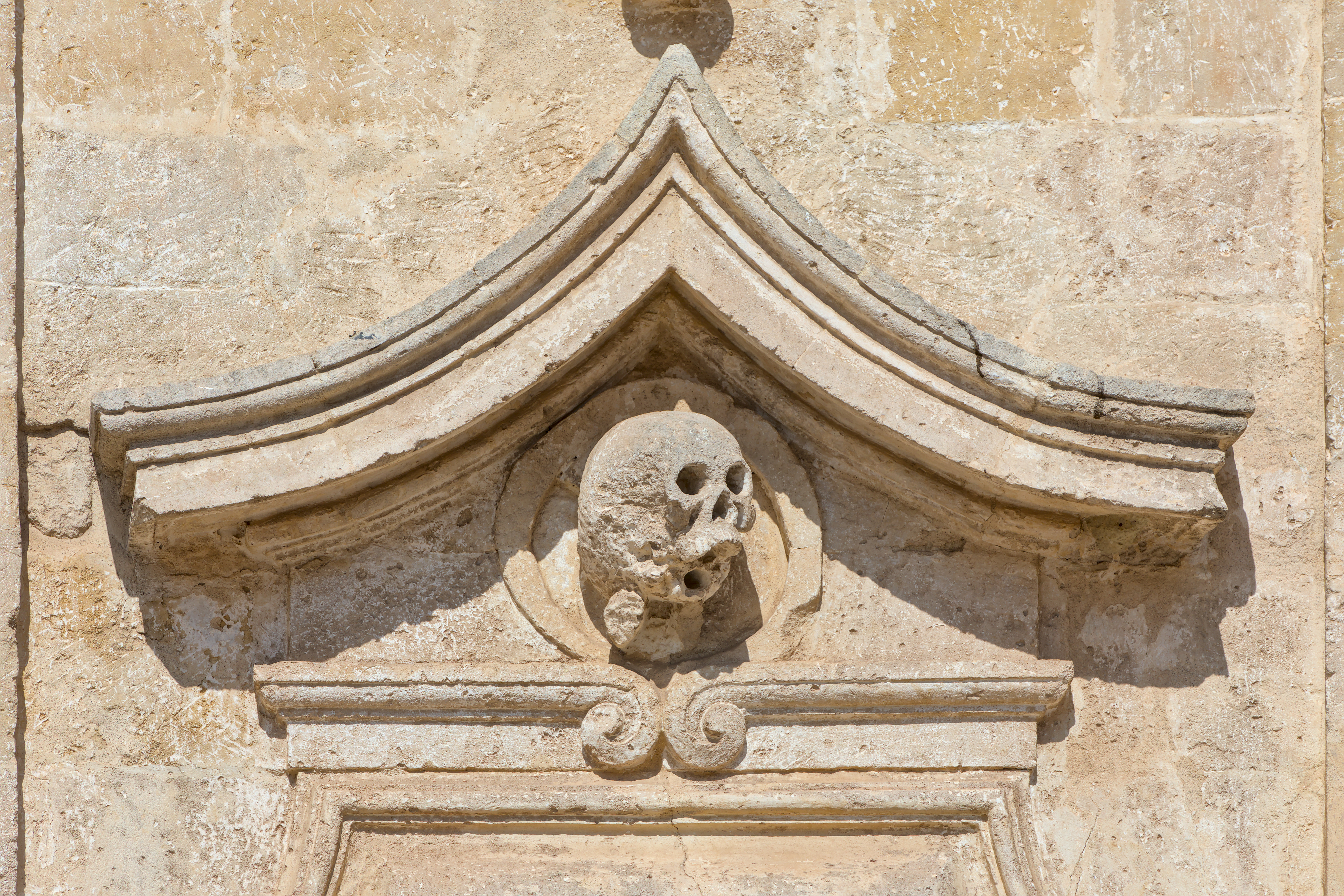
Particolare della facciata
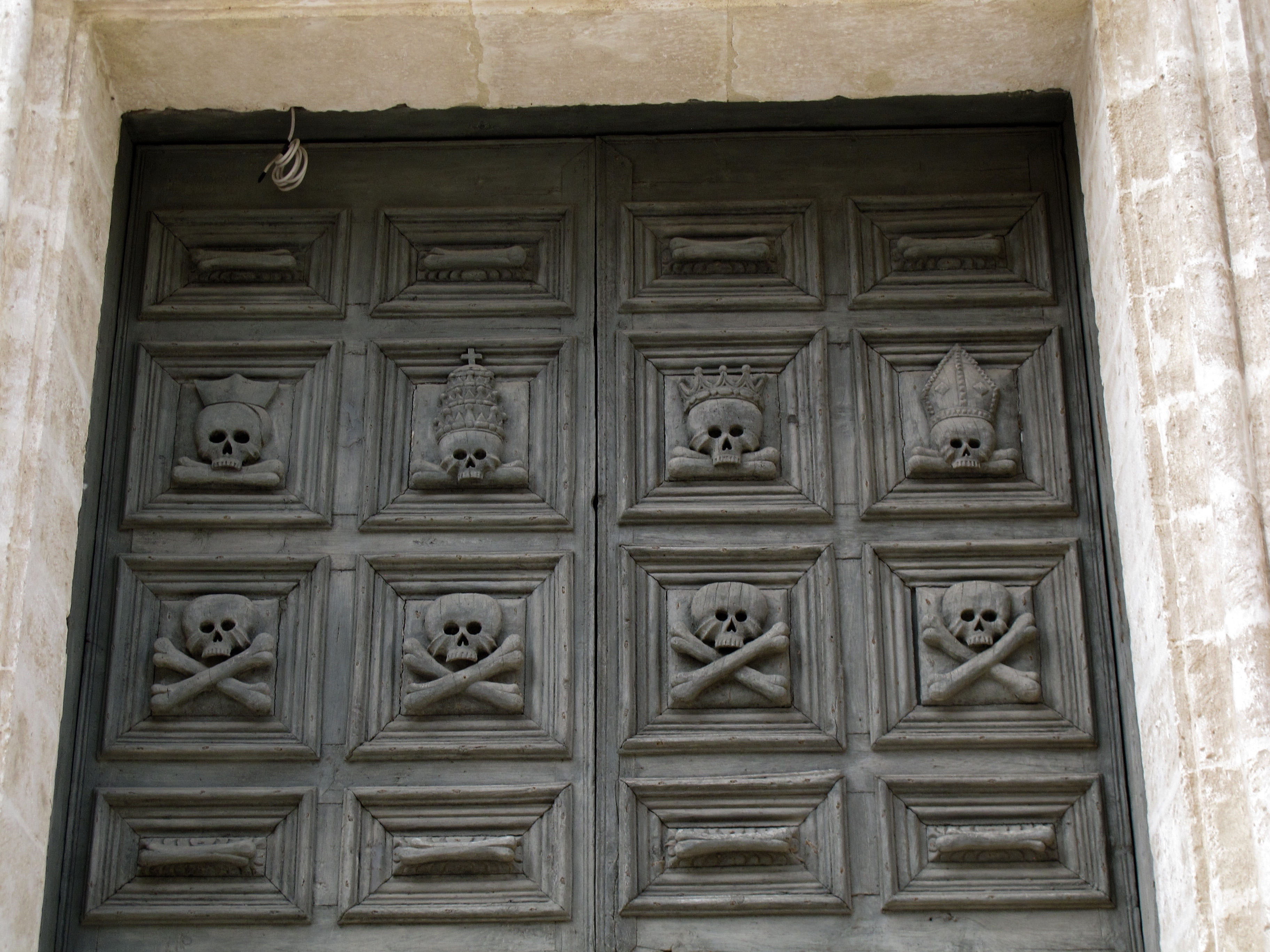
Particolare del portale
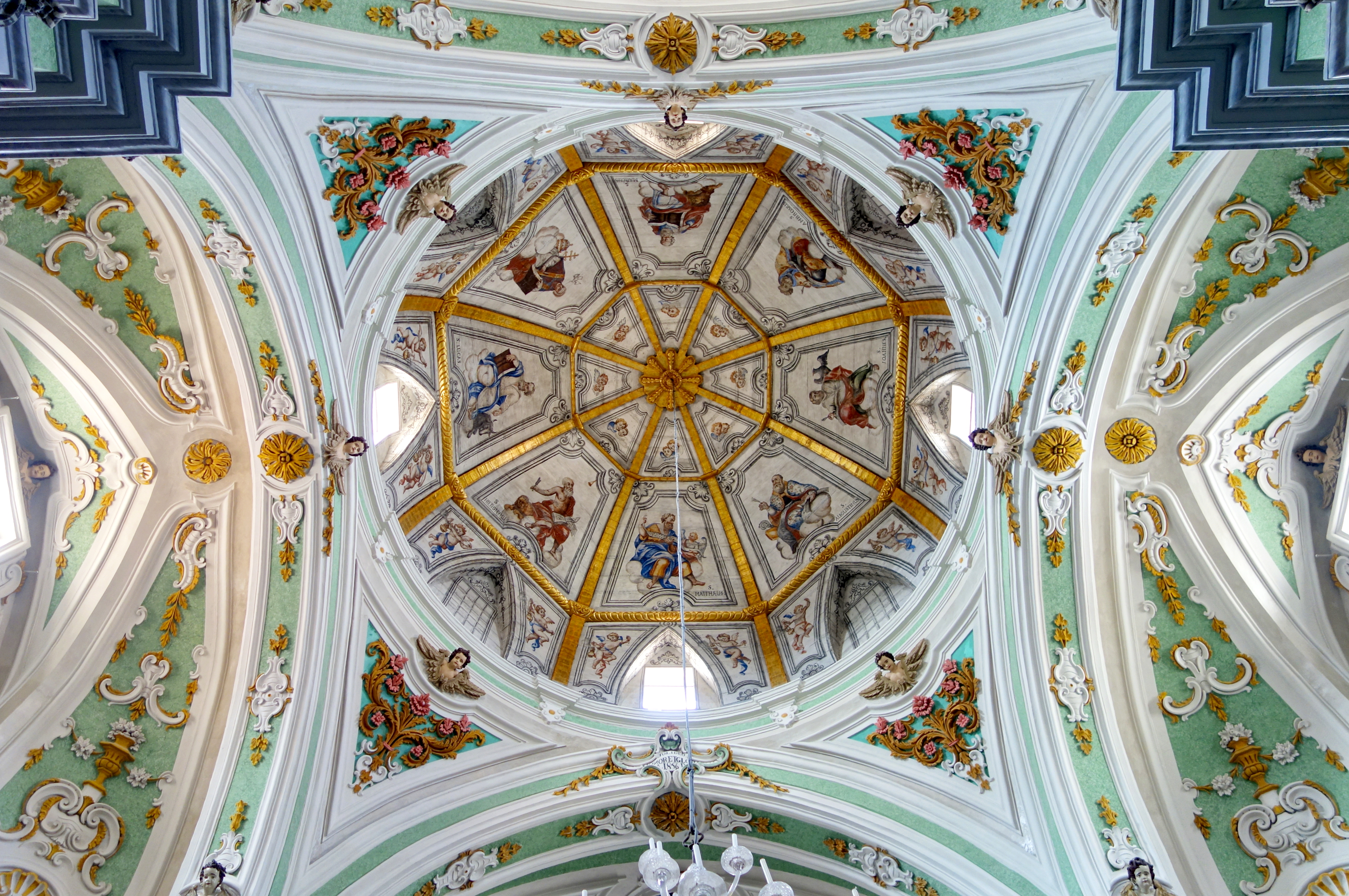
Interno della cupola
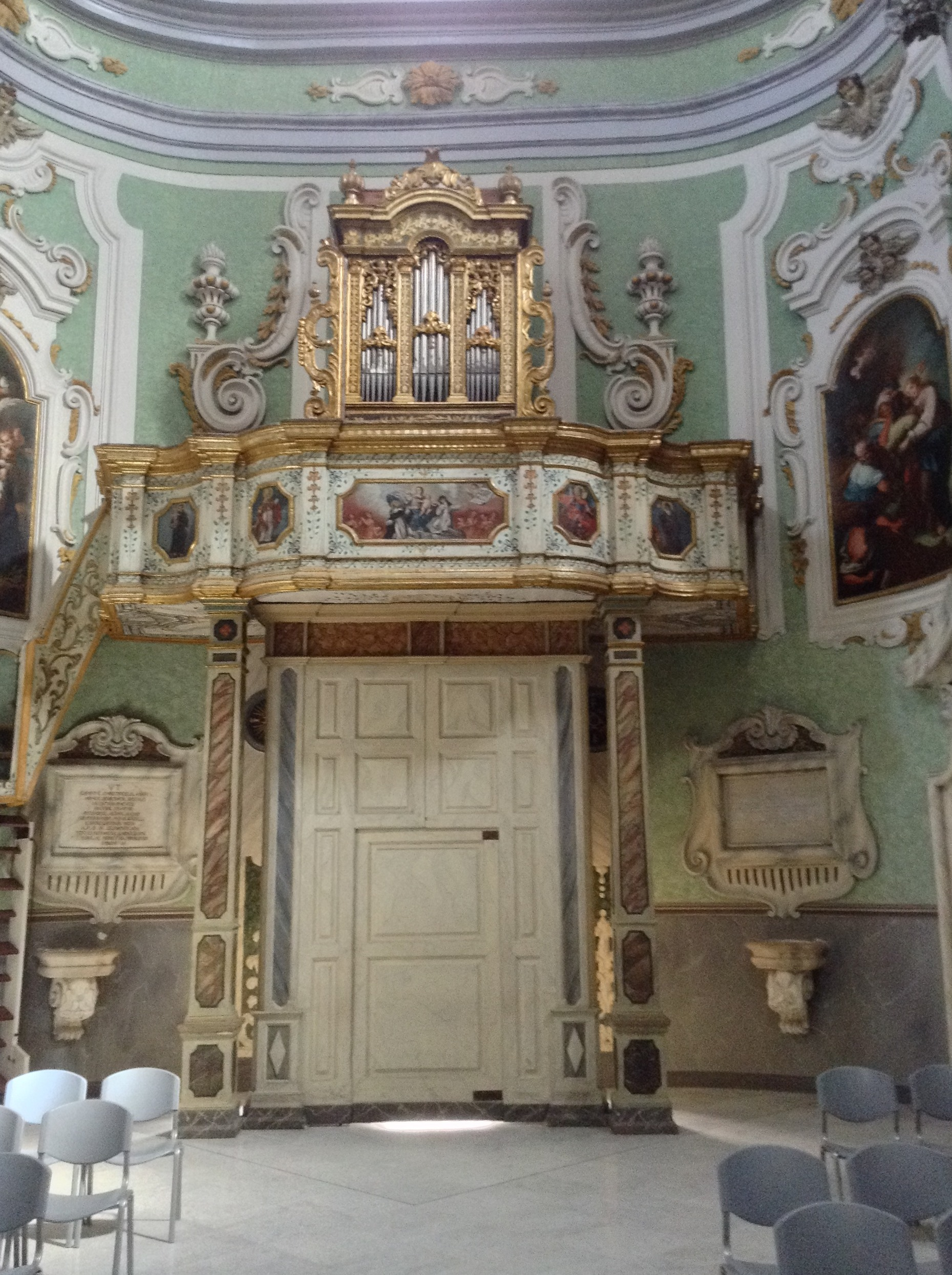
Controfacciata e organo
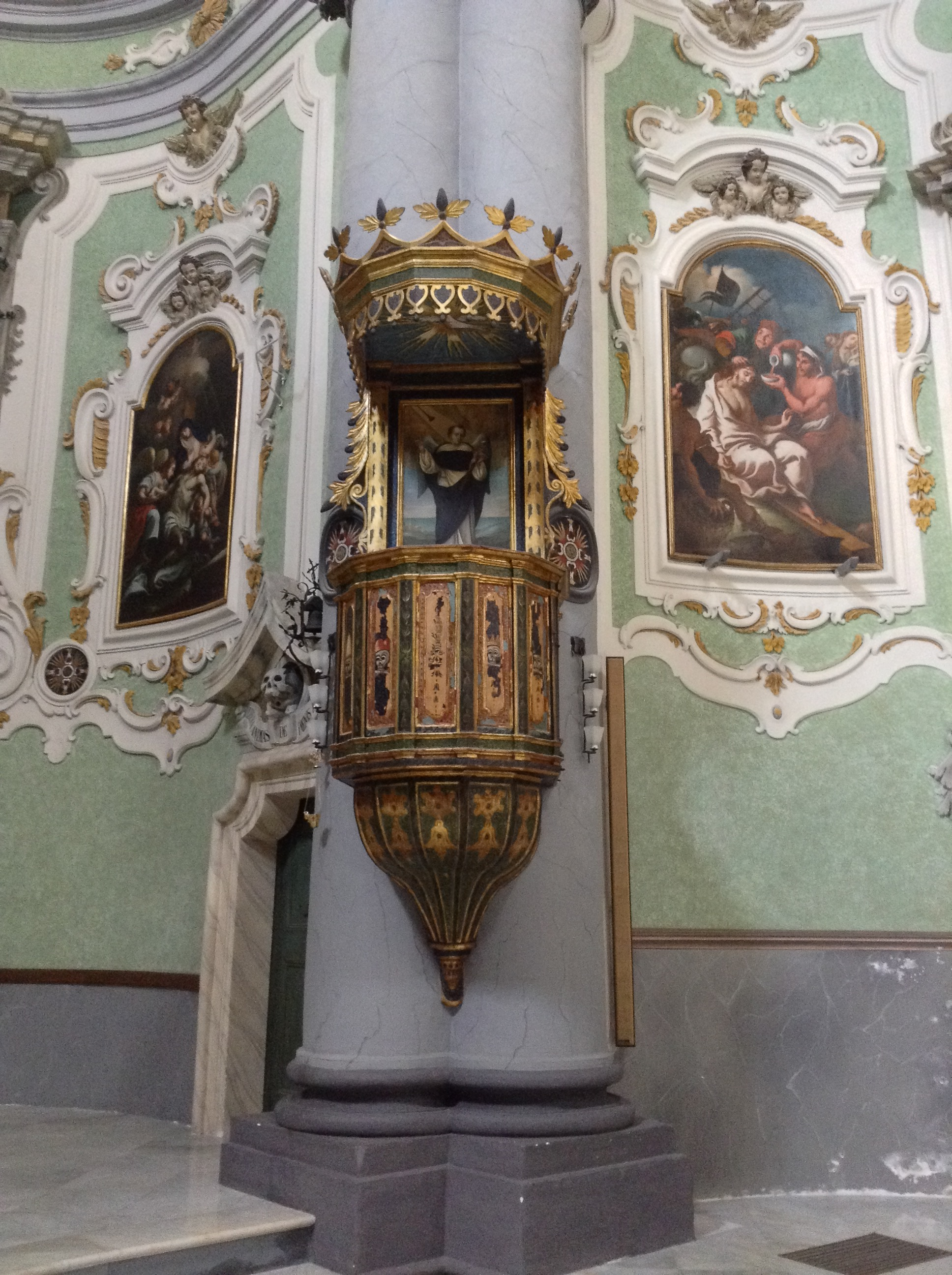
Pulpito